# Episodi di Lupin (serie televisiva 2021) (seconda stagione)
La seconda stagione della serie televisiva Lupin, composta da 5 episodi, è stata distribuita sulla piattaforma online Netflix l'11 giugno 2021.
| n° | Titolo originale | Titolo italiano | Pubblicazione  |
| -- | ---------------- | --------------- | -------------- |
| 6  | Chapitre 6       | Capitolo 6      | 11 giugno 2021 |
| 7  | Chapitre 7       | Capitolo 7      | 11 giugno 2021 |
| 8  | Chapitre 8       | Capitolo 8      | 11 giugno 2021 |
| 9  | Chapitre 9       | Capitolo 9      | 11 giugno 2021 |
| 10 | Chapitre 10      | Capitolo 10     | 11 giugno 2021 |

## Capitolo 6
- Titolo originale: Chapitre 6
- Diretto da: Ludovico Bernardo
- Scritto da: George Kay e François Uzan

Youssef informa Assane e Claire di aver visto Raoul alle prese con Léonard in un parcheggio e che i due se ne sono andati. Claire diventa isterica e incolpa Assane per il rapimento. Youssef, consapevole che Assane è l'uomo che sta cercando, si offre di aiutarlo a inseguire Léonard. I due rubano un'auto e scoprono che Leonard ha portato Raoul in una villa abbandonata in Normandia. Youssef contatta tranquillamente Sofia Belkacem e le chiede aiuto, ma Assane lo lega all'interno dell'auto dopo aver rivelato di sapere che è un ufficiale di polizia. Assane entra in casa, combatte Léonard e lo getta dalla finestra. Tuttavia, Léonard riesce a dare fuoco alla sua auto, con Raoul chiuso nel bagagliaio legato e imbavagliato. Quando si rende conto di cosa è successo, Assane è devastato. Un attimo dopo arriva Belkacem e lo arresta.

## Capitolo 7
- Titolo originale: Chapitre 7
- Diretto da: Ludovico Bernardo
- Scritto da: George Kay e François Uzan

La notte precedente, Youssef riesce a slegarsi e salva Raoul dall'auto in fiamme all'insaputa di Assane. Successivamente, viene informato che Dumont vuole che Raoul venga portato all'hotel Park Hyatt, dove Hubert e Juliette stanno organizzando un evento in onore della loro fondazione. Assane, nel frattempo, è immensamente sollevato quando Belkacem gli dice che tra i rottami dell'auto di Léonard non è stata trovata nient'altro che una lattina di soda. Sfugge alla custodia della polizia, ruba un'altra auto e va a Parigi, dove usa una tecnologia che fa sembrare la sua voce come quella di Hubert per salvare con successo Raoul. Tuttavia, all'insaputa di Assane, Claire ha scoperto tutta la verità sulle sue attività dopo una conversazione con Benjamin. Disperata dalla preoccupazione per la sicurezza di suo figlio, fa visita a Hubert e fa un patto con polizia per tradire Assane in cambio del ritorno di Raoul. Claire è felicissima quando Raoul arriva a casa, ma si rammarica delle sue precedenti azioni quando vede Assane che lo accompagna. Riesce ad avvertirlo di scappare prima che possa essere catturato dagli agenti sotto copertura nel suo appartamento.

## Capitolo 8
- Titolo originale: Chapitre 8
- Diretto da: Hugo Gelin
- Scritto da: George Kay e François Uzan

Nonostante lo abbia aiutato a sfuggire alla polizia, Claire è inorridita dal pericolo che Assane ha portato a suo figlio e interrompe i contatti con lui. Nel frattempo, Hubert ha iniziato a lavorare con un nuovo broker di nome Philippe Courbet, al quale rivela che intende prendere per sé l'85% delle donazioni alla fondazione di Juliette. Assane e Benjamin escogitano un piano elaborato per indebolire Hubert, il quale prevede che Assane seduca Juliette portandola in giro per Parigi e fingendo di rubare un inestimabile dipinto di Pissarro per lei. Assane riesce a convincere Juliette a parlare con Anne dei crimini di Hubert negli anni '90. Quando Juliette le fa visita, Anne ammette che Hubert ha incastrato Babakar per il furto della collana. Juliette è scioccata e invita Anne ad andare alla polizia. Dopo che Anne racconta a Youssef la sua storia completa, lui e Laugier arrestano Hubert con l'accusa di frode e intralcio alla giustizia.

## Capitolo 9
- Titolo originale: Chapitre 9
- Diretto da: Hugo Gelin
- Scritto da: George Kay e François Uzan

La polizia è costretta a lasciar andare Hubert dopo che ha chiesto un favore ad Albert Fontan, il potente ministro degli Interni. Dopo il suo rilascio, Hubert scopre che Benjamin è un complice di Assane e organizza l'omicidio di Léonard nell'appartamento di Assane e incastrandolo per questo. Quando Assane scopre cosa è successo, si dà alla fuga e dice a Benjamin di fare lo stesso prima che Hubert informi la polizia sulla posizione del suo negozio. I due riescono a sfuggire alla cattura utilizzando un bunker segreto che si collega alle Catacombe di Parigi. Successivamente, discutono dei loro piani per rivelare i misfatti di Hubert durante un concerto in onore della fondazione di Juliette il giorno seguente. Nel frattempo, Youssef trova una USB tra le prove nell'appartamento di Assane che contiene filmati dell'interrogatorio di Dumont e altri documenti che lo collegano al caso di Babakar.

## Capitolo 10
- Titolo originale: Chapitre 10
- Diretto da: Hugo Gelin
- Scritto da: George Kay e François Uzan

Belkacem riceve nuove prove che suggeriscono che Assane non era l'assassino di Léonard. Youssef racconta a lei e a Laugier della corruzione di Dumont e i tre decidono di arrestarlo al concerto dei Pellegrini al Théâtre du Châtelet quella sera. Philippe, che in realtà è un complice di Assane e Benjamin, porta nel teatro diverse casse di apparecchiature informatiche, una delle quali contiene Assane. Quando la musica inizia, Assane si intrufola nel palco privato di Hubert, tenendolo sotto tiro e costringendolo a confessare di aver incastrato Babakar per il furto della collana e di aver ucciso sia lui che Fabienne, essendo responsabile del rapimento di Raoul e del tentativo di incastrare Assane per la morte di Leonard. Dopo che Assane se ne va, gli uomini di Hubert lo inseguono attraverso il teatro, e alla fine viene catturato da Dumont. Tuttavia, Laugier, Belkacem e Youssef arrivano, arrestano Dumont e lasciano temporaneamente Assane libero. Assane si fa strada sul palco, dove accusa pubblicamente Hubert di tutti i suoi crimini, incluso il furto alla fondazione. Gli ospiti sbalorditi iniziano ad andarsene in preda alla frenesia, e Assane, ancora ricercato per diversi reati di alto profilo, riesce a fuggire con loro, travestito da pompiere. Invia a Youssef una registrazione della confessione di Hubert, permettendo alla polizia di arrestare l'uomo d'affari. Sebbene Assane sia riconosciuto da un gruppo di ufficiali, riesce a sfuggirli con successo dopo aver rubato un motoscafo. Si riconcilia con Claire e Raoul prima di fuggire.